# Louis Delius & Co.
Die Louis Delius & Co. ist ein 1832 in Bremen gegründetes Unternehmen für Produkte, Logistik, Versicherungen und Finanzierung mit eigenen Büros in Deutschland, China, Singapur, Südafrika und 18 Vertretungen in Lateinamerika.

## Geschichte
1832 gründete Ludwig Delius zusammen mit seinem Partner Christian Gercke die immer noch bestehende Überseefirma Louis Delius & Co. In der Tradition der Familie Delius begann die Firma mit dem Handel von Leinwand. Die Firma vertrieb zunächst Leinen nach Lateinamerika und brachte auf dem Rückweg Tabak nach Europa. Später kamen Baumwolle und Kaffee sowie weitere Produkte hinzu. Daraus entwickelte sich ein umfassendes Speditions-, Export- und Bankgeschäft. Zunächst dominierte das Geschäft mit dem nordamerikanischen Kontinent. Im Gegenzug zur Lieferung von Produkten aus Deutschland importierte Delius Tabak, Kaffee, Wolle und weitere agrarische Produkte. Nachdem der Leinenexport seit der Mitte des 19. Jahrhunderts nachließ, verlagerte sich das Geschäft zunehmend auf Mittel- und Südamerika. Im Zentrum stand der Import von Kaffee aus Kolumbien und Venezuela. Exportiert wurden dagegen Industrieprodukte.
1886, nach dem Tode von Ludwig Delius leitete sein Sohn F. Wilhelm Delius das Unternehmen. Er war zugleich Generalkonsul von Preußen. Danach gab es die Miteigentümer der Firma F.L.H. Haupt, C. Merkel und H. Bremermann. Die Firma hatte ihren Sitz in dieser Zeit in der Langenstraße Nr. 10 in Bremen und sie zog nach dem Ersten Weltkrieg zum Geeren Nr. 10/12 in Bremen um.
1910 entstand die Exportabteilung für Werkzeuge, Maschinen und Eisenwaren aus Deutschland. Durch die steigende Nachfrage aus Lateinamerika wurde dieser Bereich nach 1950 zum Hauptgeschäft der Handelsgruppe.
Der Erste Weltkrieg beeinträchtigte das Geschäft erheblich. Kurzzeitig konnte die Firma wieder einen deutlichen Aufschwung verzeichnen, als die Weltwirtschaftskrise von 1929 wieder zu Rückschlägen führte. Der Juniorpartner (seit 1910) Carl August Merkel sollte in der Zeit die bestimmende Persönlichkeit gewesen sein. Merkel war seit 1936 Mitglied der Handelskammer Bremen und dirigierte das Groß-, Ein- und Ausfuhrgeschäft. Die Devisenverkehrsbeschränkungen in der Zeit des Nationalsozialismus behinderten den Außenhandel erheblich. 1939 musste, bedingt durch den Zweiten Weltkrieg, die Firma auf andere Geschäftsfelder ausweichen, wie unter anderem auf den Textilhandel mit Galizien. Die Geschäfts- und Lagerräume wurden 1944 ausgebombt.
Nach dem Krieg war die Firma in der Goebenstraße Nr. 9 im Einzel- und Großhandel tätig. In den späten 1940er Jahren kam wieder der Kaffeehandel mit Südamerika hinzu. 1950 nahm Carl August Merkel seinen Sohn Carl Otto Merkel (1914–2003) in die Geschäftsführung auf, der nach seinem Tod 1954 dann die Führung des Unternehmens übernahm. 1952 zog Louis Delius & Co. in Büroräume der Parkallee Nr. 32. Bei schwankendem Handelsvolumen setzte sich das Handelssortiment aus Tabak, Kaffee und Industriewaren zusammen.
1995 trat Volker Schütte (* 1958) mit seinen Südafrikaerfahrungen in die Geschäftsführung ein. Schütte ist seit 2002 Honorarkonsul von Südafrika und Mitglied im Haus Seefahrt. Das Kaffeegeschäft wurde nun aufgegeben und der Handel von Industrieprodukten verstärkt. Seit 2006 wurde auch der Import von Metallhalberzeugnissen wieder aufgenommen.